# 孔韦尔萨诺
孔韦尔萨诺（義大利語：Conversano），是意大利巴里省的一个市镇。总面积126.92平方公里，人口25503人，人口密度200.9人/平方公里（2009年）。ISTAT代码为072019。